# GML
GML je angleška tričrkovna kratica za »Geography Markup Language«, zemljepisni označevalni jezik. To je prirejen označevalni jezik XML za delo z geografskimi pojavami preko spleta. Služi lahko kot modelni jezik geografskih sistemov kakor tudi kot izmenjevalni format geografskih podatkov.
Jezik GML uporablja poseben vmesnik WFS.
GML določa OGC.